# Armée de la fédération de Bosnie-et-Herzégovine
L'Armée de la fédération de Bosnie-et-Herzégovine (en bosnien et croate Vojska Federacije Bosne i Hercegovine) était constituée des militaires de la fédération de Bosnie-et-Herzégovine. Elle fut créée après les accords de Dayton en 1995 et était divisée en deux entités. La première était bosnienne (elle comprenait des Bosniaques, des Croates et des Serbes fidèles envers le pays) et se nommait l'armée de la république de Bosnie-Herzégovine (ARBiH). La seconde était le Conseil de défense croate (HVO). En 2005 elle fut intégrée dans les Forces armées de Bosnie-Herzégovine dirigées par le ministère de la Défense de Bosnie-Herzégovine.